# Simple hommes de badminton aux Jeux olympiques d'été de 2016
Pour un article plus général, voir Badminton aux Jeux olympiques d'été de 2016.
Navigation
Londres 2012 Tokyo 2020
Le tournoi de  simple hommes de badminton aux Jeux olympiques d'été de 2016 de Rio de Janeiro se déroule au Riocentro du 11 au 20 août 2016.

## Format de la compétition
La compétition se déroule en 2 parties : une phase de poule et, à l'issue de celle-ci, une série de matches à élimination directe jusqu'à la finale.

## Têtes de séries
| N°  | Joueur                 | Résultat       | Élimination par                                          |
| --- | ---------------------- | -------------- | -------------------------------------------------------- |
| 1.  | Lee Chong Wei (MAS)    | 2e place       | Chen Long                                                |
| 2.  | Chen Long (CHN)        | 1re place      | -                                                        |
| 3.  | Lin Dan (CHN)          | 4e place       | en demi-finale : Lee Chong Wei 3e place : Viktor Axelsen |
| 4.  | Viktor Axelsen (DEN)   | 3e place       | en demi-finale : Chen Long                               |
| 5.  | Jan Ø. Jørgensen (DEN) | 1/8e de finale | Srikanth Kidambi                                         |
| 6.  | Chou Tien-chen (TPE)   | 1/4 de finale  | Lee Chong Wei                                            |
| 7.  | Tommy Sugiarto (INA)   | 1/8e de finale | Rajiv Ouseph                                             |
| 8.  | Son Wan-ho (KOR)       | 1/4 de finale  | Chen Long                                                |
| 9.  | Srikanth Kidambi (IND) | 1/4 de finale  | Lin Dan                                                  |
| 10. | Hu Yun (HKG)           | 1/8e de finale | Chou Tien-chen                                           |
| 11. | Ng Ka Long (HKG)       | 1/8e de finale | Son Wan-ho                                               |
| 12. | Marc Zwiebler (GER)    | 1er tour       | Élimination en poules                                    |
| 13. | Rajiv Ouseph (GBR)     | 1/4 de finale  | Viktor Axelsen                                           |

## Phase de poules
Qualifiés pour les huitièmes de finale.

 Qualifiés pour les quarts de finale (groupes des têtes de série 1, 2 et 3).

### Groupe A
| Joueur                    | MJ | G | P | SG | SP | Pts |
| ------------------------- | -- | - | - | -- | -- | --- |
| Lee Chong Wei (MAS) (1)   | 2  | 2 | 0 | 4  | 0  | 2   |
| Derek Wong Zi Liang (SIN) | 2  | 1 | 1 | 2  | 2  | 1   |
| Soren Opti (SUR)          | 2  | 0 | 2 | 0  | 4  | 0   |

| Date    | Joueur 1      | Score       | Joueur 2            |
| ------- | ------------- | ----------- | ------------------- |
| 11 août | Lee Chong Wei | 21-2, 21-3  | Soren Opti          |
| 12 août | Soren Opti    | 5-21, 6-21  | Derek Wong Zi Liang |
| 14 août | Lee Chong Wei | 21-18, 21-8 | Derek Wong Zi Liang |

### Groupe C
| Joueur                   | MJ | G | P | SG | SP | Pts |
| ------------------------ | -- | - | - | -- | -- | --- |
| Chou Tien-chen (TPE) (6) | 2  | 2 | 0 | 4  | 0  | 2   |
| Misha Zilberman (ISR)    | 2  | 1 | 1 | 2  | 2  | 1   |
| Yuhan Tan (BEL)          | 2  | 0 | 2 | 0  | 4  | 0   |

| Date    | Joueur 1       | Score        | Joueur 2        |
| ------- | -------------- | ------------ | --------------- |
| 12 août | Chou Tien-chen | 21-9, 21-11  | Misha Zilberman |
| 13 août | Yuhan Tan      | 20-22, 12-21 | Misha Zilberman |
| 14 août | Chou Tien-chen | 21-14, 21-8  | Yuhan Tan       |

### Groupe D
| Joueur               | MJ | G | P | SG | SP | Pts |
| -------------------- | -- | - | - | -- | -- | --- |
| Hu Yun (HKG) (10)    | 2  | 2 | 0 | 4  | 0  | 2   |
| Pablo Abián (ESP)    | 2  | 1 | 1 | 2  | 2  | 1   |
| Jaspar Yu Woon (BRU) | 2  | 0 | 2 | 0  | 4  | 0   |

| Date    | Joueur 1    | Score        | Joueur 2       |
| ------- | ----------- | ------------ | -------------- |
| 12 août | Hu Yun      | 21-16, 21-15 | Jaspar Yu Woon |
| 13 août | Pablo Abián | 21-12, 21-10 | Jaspar Yu Woon |
| 14 août | Hu Yun      | 21-18, 21-19 | Pablo Abián    |

### Groupe E
| Joueur                   | MJ | G | P | SG | SP | Pts |
| ------------------------ | -- | - | - | -- | -- | --- |
| Lin Dan (CHN) (3)        | 3  | 3 | 0 | 6  | 0  | 3   |
| Nguyễn Tiến Minh (VIE)   | 3  | 2 | 1 | 4  | 3  | 2   |
| Vladimir Malkov (RUS)    | 3  | 1 | 2 | 3  | 4  | 1   |
| David Obernosterer (AUT) | 3  | 0 | 3 | 0  | 6  | 0   |

| Date    | Joueur 1           | Score              | Joueur 2           |
| ------- | ------------------ | ------------------ | ------------------ |
| 11 août | Lin Dan            | 21-5, 21-11        | David Obernosterer |
| 11 août | Vladimir Malkov    | 21-15, 9-21, 13-21 | Nguyễn Tiến Minh   |
| 12 août | Lin Dan            | 21-18, 21-7        | Vladimir Malkov    |
| 12 août | Nguyễn Tiến Minh   | 21-18, 21-14       | David Obernosterer |
| 14 août | Lin Dan            | 21-7, 21-12        | Nguyễn Tiến Minh   |
| 14 août | David Obernosterer | 11-21, 10-21       | Vladimir Malkov    |

### Groupe G
| Joueur                     | MJ | G | P | SG | SP | Pts |
| -------------------------- | -- | - | - | -- | -- | --- |
| Jan Ø. Jørgensen (DEN) (5) | 2  | 2 | 0 | 4  | 0  | 2   |
| Brice Leverdez (FRA)       | 2  | 1 | 1 | 2  | 3  | 1   |
| Raul Must (EST)            | 2  | 0 | 2 | 1  | 4  | 0   |

| Date    | Joueur 1         | Score               | Joueur 2       |
| ------- | ---------------- | ------------------- | -------------- |
| 12 août | Jan Ø. Jørgensen | 21-8, 21-15         | Raul Must      |
| 13 août | Raul Must        | 18-21, 21-18, 12-21 | Brice Leverdez |
| 14 août | Jan Ø. Jørgensen | 21-11, 21-18        | Brice Leverdez |

### Groupe H
| Joueur                     | MJ | G | P | SG | SP | Pts |
| -------------------------- | -- | - | - | -- | -- | --- |
| Srikanth Kidambi (IND) (9) | 2  | 2 | 0 | 4  | 0  | 2   |
| Henri Hurskainen (SWE)     | 2  | 1 | 1 | 2  | 2  | 1   |
| Lino Muñoz (MEX)           | 2  | 0 | 2 | 0  | 4  | 0   |

| Date    | Joueur 1         | Score        | Joueur 2         |
| ------- | ---------------- | ------------ | ---------------- |
| 11 août | Srikanth Kidambi | 21-11, 21-17 | Lino Muñoz       |
| 13 août | Henri Hurskainen | 21-12, 21-11 | Lino Muñoz       |
| 14 août | Srikanth Kidambi | 21-6, 21-18  | Henri Hurskainen |

### Groupe I
| Joueur                  | MJ | G | P | SG | SP | Pts |
| ----------------------- | -- | - | - | -- | -- | --- |
| Rajiv Ouseph (GBR) (13) | 2  | 2 | 0 | 4  | 0  | 2   |
| Sho Sasaki (JPN)        | 2  | 1 | 1 | 2  | 3  | 1   |
| Petr Koukal (CZE)       | 2  | 0 | 2 | 1  | 4  | 0   |

| Date    | Joueur 1     | Score               | Joueur 2    |
| ------- | ------------ | ------------------- | ----------- |
| 11 août | Rajiv Ouseph | 21-14, 21-18        | Petr Koukal |
| 13 août | Sho Sasaki   | 21-10, 16-21, 21-12 | Petr Koukal |
| 14 août | Rajiv Ouseph | 21-15, 21-9         | Sho Sasaki  |

### Groupe J
| Joueur                   | MJ | G | P | SG | SP | Pts |
| ------------------------ | -- | - | - | -- | -- | --- |
| Tommy Sugiarto (INA) (7) | 2  | 2 | 0 | 4  | 0  | 2   |
| Osleni Guerrero (CUB)    | 2  | 1 | 1 | 2  | 2  | 1   |
| Howard Shu (USA)         | 2  | 0 | 2 | 0  | 4  | 0   |

| Date    | Joueur 1       | Score        | Joueur 2        |
| ------- | -------------- | ------------ | --------------- |
| 12 août | Tommy Sugiarto | 21-14, 21-10 | Howard Shu      |
| 13 août | Howard Shu     | 16-21, 15-21 | Osleni Guerrero |
| 14 août | Tommy Sugiarto | 21-12, 21-14 | Osleni Guerrero |

### Groupe K
| Joueur                        | MJ | G | P | SG | SP | Pts |
| ----------------------------- | -- | - | - | -- | -- | --- |
| Scott Evans (IRL)             | 2  | 2 | 0 | 4  | 2  | 2   |
| Marc Zwiebler (GER) (12)      | 2  | 1 | 1 | 3  | 2  | 1   |
| Ygor Coelho de Oliveira (BRA) | 2  | 0 | 2 | 1  | 4  | 0   |

| Date    | Joueur 1      | Score             | Joueur 2                |
| ------- | ------------- | ----------------- | ----------------------- |
| 12 août | Marc Zwiebler | 21-9, 17-21, 7-21 | Scott Evans             |
| 13 août | Scott Evans   | 21-8, 19-21, 21-8 | Ygor Coelho de Oliveira |
| 14 août | Marc Zwiebler | 21-12, 21-12      | Ygor Coelho de Oliveira |

### Groupe L
| Joueur                   | MJ | G | P | SG | SP | Pts |
| ------------------------ | -- | - | - | -- | -- | --- |
| Viktor Axelsen (DEN) (4) | 2  | 2 | 0 | 4  | 0  | 2   |
| Boonsak Ponsana (THA)    | 2  | 1 | 1 | 2  | 3  | 1   |
| Lee Dong-keun (KOR)      | 2  | 0 | 2 | 1  | 4  | 0   |

| Date    | Joueur 1       | Score               | Joueur 2        |
| ------- | -------------- | ------------------- | --------------- |
| 11 août | Viktor Axelsen | 21-14, 21-13        | Boonsak Ponsana |
| 13 août | Lee Dong-keun  | 19-21, 21-17, 16-21 | Boonsak Ponsana |
| 14 août | Viktor Axelsen | 21-11, 21-13        | Lee Dong-keun   |

### Groupe M
| Joueur                | MJ | G | P | SG | SP | Pts |
| --------------------- | -- | - | - | -- | -- | --- |
| Ng Ka Long (HKG) (11) | 2  | 2 | 0 | 4  | 0  | 2   |
| Martin Giuffre (CAN)  | 2  | 1 | 1 | 2  | 3  | 1   |
| Pedro Martins (POR)   | 2  | 0 | 2 | 1  | 4  | 0   |

| Date    | Joueur 1      | Score              | Joueur 2       |
| ------- | ------------- | ------------------ | -------------- |
| 11 août | Ng Ka Long    | 21-11, 21-14       | Martin Giuffre |
| 13 août | Pedro Martins | 21-14, 22-24, 6-21 | Martin Giuffre |
| 14 août | Ng Ka Long    | 21-17, 21-18       | Pedro Martins  |

### Groupe N
| Joueur                | MJ | G | P | SG | SP | Pts |
| --------------------- | -- | - | - | -- | -- | --- |
| Son Wan-ho (KOR) (8)  | 2  | 2 | 0 | 4  | 0  | 2   |
| Jacob Maliekal (RSA)  | 2  | 0 | 2 | 2  | 2  | 1   |
| Artem Pochtarev (UKR) | 2  | 0 | 2 | 0  | 4  | 0   |

| Date    | Joueur 1        | Score        | Joueur 2        |
| ------- | --------------- | ------------ | --------------- |
| 11 août | Son Wan-ho      | 21-10, 21-10 | Jacob Maliekal  |
| 12 août | Artem Pochtarev | 18-21, 19-21 | Jacob Maliekal  |
| 14 août | Son Wan-ho      | 21-9, 21-15  | Artem Pochtarev |

### Groupe P
| Joueur                   | MJ | G | P | SG | SP | Pts |
| ------------------------ | -- | - | - | -- | -- | --- |
| Chen Long (CHN) (2)      | 2  | 2 | 0 | 4  | 0  | 2   |
| Niluka Karunaratne (SRI) | 2  | 1 | 1 | 2  | 2  | 1   |
| Adrian Dziółko (POL)     | 2  | 0 | 2 | 0  | 4  | 0   |
| Kevin Cordón (GUA)       | 0  | 0 | 0 | 0  | 0  | 0   |

| Date    | Joueur 1       | Score               | Joueur 2           |
| ------- | -------------- | ------------------- | ------------------ |
| 11 août | Chen Long      | 21-7, 21-10         | Niluka Karunaratne |
| 11 août | Kevin Cordón   | 21-18, 10-21, 13-21 | Adrian Dziółko     |
| 12 août | Kevin Cordón   | w/o                 | Niluka Karunaratne |
| 13 août | Chen Long      | 21-12, 21-9         | Adrian Dziółko     |
| 14 août | Chen Long      | w/o                 | Kevin Cordón       |
| 14 août | Adrian Dziółko | 19-21, 22-24        | Niluka Karunaratne |

## Phase à élimination directe
|  | Huitièmes de finale | Huitièmes de finale    | Huitièmes de finale | Huitièmes de finale    | Huitièmes de finale |                    |                  | Quarts de finale   | Quarts de finale | Quarts de finale | Quarts de finale | Quarts de finale |                 |                      | Demi-finales | Demi-finales | Demi-finales | Demi-finales         | Demi-finales |               |                     | Finale | Finale | Finale | Finale | Finale |  |  |
|  |                     |                        |                     |                        |                     |                    |                  |                    |                  |                  |                  |                  |                 |                      |              |              |              |                      |              |               |                     |        |        |        |        |        |  |  |
|  |                     |                        |                     |                        |                     |                    |                  |                    |                  |                  |                  |                  |                 |                      |              |              |              |                      |              |               |                     |        |        |        |        |        |  |  |
|  |                     | 1                      | Lee Chong Wei (MAS) | 21                     | 21                  |                    |                  |                    |                  |                  |                  |                  |                 |                      |              |              |              |                      |              |               |                     |        |        |        |        |        |  |  |
|  |                     |                        |                     |                        |                     |                    |                  |                    |                  |                  |                  |                  |                 |                      |              |              |              |                      |              |               |                     |        |        |        |        |        |  |  |
|  |                     |                        | 6                   | Chou Tien-chen (TPE)   | 9                   | 15                 |                  |                    |                  |                  |                  |                  |                 |                      |              |              |              |                      |              |               |                     |        |        |        |        |        |  |  |
|  | 6                   | Chou Tien-chen (TPE)   | 6                   | Chou Tien-chen (TPE)   | 9                   | 15                 | 21               | 21                 |                  |                  |                  |                  |                 |                      |              |              |              |                      |              |               |                     |        |        |        |        |        |  |  |
|  | 6                   | Chou Tien-chen (TPE)   |                     |                        |                     |                    | 21               | 21                 |                  |                  |                  |                  |                 |                      |              |              |              |                      |              |               |                     |        |        |        |        |        |  |  |
|  | 10                  | Hu Yun (HKG)           | 10                  | 13                     |                     |                    |                  |                    |                  |                  |                  |                  |                 |                      |              |              |              |                      |              |               |                     |        |        |        |        |        |  |  |
|  | 10                  | Hu Yun (HKG)           | 10                  | 13                     |                     |                    |                  |                    |                  |                  |                  |                  | 1               | Lee Chong Wei (MAS)  | 15           | 21           | 22           |                      |              |               |                     |        |        |        |        |        |  |  |
|  |                     |                        |                     |                        |                     |                    |                  |                    |                  |                  |                  |                  |                 | Lee Chong Wei (MAS)  | 15           | 21           | 22           |                      |              |               |                     |        |        |        |        |        |  |  |
|  |                     | 3                      | Lin Dan (CHN)       | 21                     | 11                  | 20                 |                  |                    |                  |                  |                  |                  |                 |                      |              |              |              |                      |              |               |                     |        |        |        |        |        |  |  |
|  |                     | 3                      | Lin Dan (CHN)       | 21                     | 11                  | 20                 |                  |                    |                  |                  |                  |                  |                 |                      |              |              |              |                      |              |               |                     |        |        |        |        |        |  |  |
|  |                     |                        |                     |                        |                     |                    |                  |                    |                  |                  |                  |                  |                 |                      |              |              |              |                      |              |               |                     |        |        |        |        |        |  |  |
|  |                     |                        |                     |                        |                     |                    |                  |                    |                  |                  |                  |                  |                 |                      |              |              |              |                      |              |               |                     |        |        |        |        |        |  |  |
|  |                     | 3                      | Lin Dan (CHN)       | 21                     | 11                  | 21                 |                  |                    |                  |                  |                  |                  |                 |                      |              |              |              |                      |              |               |                     |        |        |        |        |        |  |  |
|  |                     |                        |                     |                        |                     | 21                 |                  |                    |                  |                  |                  |                  |                 |                      |              |              |              |                      |              |               |                     |        |        |        |        |        |  |  |
|  |                     |                        | 9                   | Srikanth Kidambi (IND) | 6                   | 21                 | 11               |                    |                  |                  |                  |                  |                 |                      |              |              |              |                      |              |               |                     |        |        |        |        |        |  |  |
|  | 5                   | Jan Ø. Jørgensen (DEN) | 9                   | Srikanth Kidambi (IND) | 6                   | 21                 | 11               | 19                 | 19               |                  |                  |                  |                 |                      |              |              |              |                      |              |               |                     |        |        |        |        |        |  |  |
|  | 5                   | Jan Ø. Jørgensen (DEN) |                     |                        |                     |                    |                  | 19                 | 19               |                  |                  |                  |                 |                      |              |              |              |                      |              |               |                     |        |        |        |        |        |  |  |
|  | 9                   | Srikanth Kidambi (IND) | 21                  | 21                     |                     |                    |                  |                    |                  |                  |                  |                  |                 |                      |              |              |              |                      |              |               |                     |        |        |        |        |        |  |  |
|  | 9                   | Srikanth Kidambi (IND) | 21                  | 21                     |                     |                    |                  |                    |                  |                  |                  |                  |                 |                      |              |              |              |                      |              | 1             | Lee Chong Wei (MAS) | 18     | 18     |        |        |        |  |  |
|  |                     |                        |                     |                        |                     |                    |                  |                    |                  |                  |                  |                  |                 |                      |              |              |              |                      |              |               | Lee Chong Wei (MAS) | 18     | 18     |        |        |        |  |  |
|  |                     | 2                      | Chen Long (CHN)     | 21                     | 21                  |                    |                  |                    |                  |                  |                  |                  |                 |                      |              |              |              |                      |              |               |                     |        |        |        |        |        |  |  |
|  | 13                  | 2                      | Chen Long (CHN)     | 21                     | 21                  | Rajiv Ouseph (GBR) | 21               | 14                 | 21               |                  |                  |                  |                 |                      |              |              |              |                      |              |               |                     |        |        |        |        |        |  |  |
|  | 13                  |                        |                     |                        |                     | Rajiv Ouseph (GBR) | 21               | 14                 | 21               |                  |                  |                  |                 |                      |              |              |              |                      |              |               |                     |        |        |        |        |        |  |  |
|  | 7                   | Tommy Sugiarto (INA)   | 13                  | 21                     | 16                  |                    |                  |                    |                  |                  |                  |                  |                 |                      |              |              |              |                      |              |               |                     |        |        |        |        |        |  |  |
|  | 7                   | Tommy Sugiarto (INA)   | 13                  | 21                     | 16                  |                    | 13               | Rajiv Ouseph (GBR) | 12               | 16               |                  |                  |                 |                      |              |              |              |                      |              |               |                     |        |        |        |        |        |  |  |
|  |                     |                        |                     |                        |                     |                    | 13               | Rajiv Ouseph (GBR) | 12               | 16               |                  |                  |                 |                      |              |              |              |                      |              |               |                     |        |        |        |        |        |  |  |
|  |                     |                        | 4                   | Viktor Axelsen (DEN)   | 21                  | 21                 |                  |                    |                  |                  |                  |                  |                 |                      |              |              |              |                      |              |               |                     |        |        |        |        |        |  |  |
|  |                     | Scott Evans (IRL)      | 4                   | Viktor Axelsen (DEN)   | 21                  | 21                 | 16               | 12                 |                  |                  |                  |                  |                 |                      |              |              |              |                      |              |               |                     |        |        |        |        |        |  |  |
|  |                     | Scott Evans (IRL)      |                     |                        |                     |                    | 16               | 12                 |                  |                  |                  |                  |                 |                      |              |              |              |                      |              |               |                     |        |        |        |        |        |  |  |
|  | 4                   | Viktor Axelsen (DEN)   | 21                  | 21                     |                     |                    |                  |                    |                  |                  |                  |                  |                 |                      |              |              |              |                      |              |               |                     |        |        |        |        |        |  |  |
|  | 4                   | Viktor Axelsen (DEN)   | 21                  | 21                     |                     |                    |                  |                    |                  |                  |                  |                  | 4               | Viktor Axelsen (DEN) | 14           | 15           |              |                      |              |               |                     |        |        |        |        |        |  |  |
|  |                     |                        |                     |                        |                     |                    |                  |                    |                  |                  |                  |                  |                 | Viktor Axelsen (DEN) | 14           | 15           |              |                      |              |               |                     |        |        |        |        |        |  |  |
|  |                     | 2                      | Chen Long (CHN)     | 21                     | 21                  |                    |                  |                    | Troisième place  | Troisième place  | Troisième place  | Troisième place  | Troisième place |                      |              |              |              |                      |              |               |                     |        |        |        |        |        |  |  |
|  | 11                  | 2                      | Chen Long (CHN)     | 21                     | 21                  | Ng Ka Long (HKG)   | 21               | 17                 | Troisième place  | Troisième place  | Troisième place  | Troisième place  | Troisième place |                      |              |              |              |                      |              |               |                     |        |        |        |        |        |  |  |
|  | 11                  |                        |                     |                        |                     | Ng Ka Long (HKG)   | 21               | 17                 |                  |                  |                  |                  |                 |                      |              |              |              |                      |              |               |                     |        |        |        |        |        |  |  |
|  | 8                   | Son Wan-ho (KOR)       | 23                  | 21                     |                     |                    |                  |                    |                  |                  |                  |                  |                 |                      |              |              |              |                      |              |               |                     |        |        |        |        |        |  |  |
|  | 8                   | Son Wan-ho (KOR)       | 23                  | 21                     |                     | 8                  | Son Wan-ho (KOR) | 11                 | 21               | 21               |                  |                  |                 |                      |              |              |              |                      | 3            | Lin Dan (CHN) | 21                  | 10     | 17     |        |        |        |  |  |
|  |                     |                        |                     |                        |                     | 8                  | Son Wan-ho (KOR) | 11                 | 21               | 21               |                  |                  |                 |                      |              |              |              |                      | 3            | Lin Dan (CHN) | 21                  | 10     | 17     |        |        |        |  |  |
|  |                     |                        | 2                   | Chen Long (CHN)        | 21                  | 18                 | 11               |                    |                  |                  |                  |                  |                 |                      |              |              | 4            | Viktor Axelsen (DEN) | 15           | 21            | 21                  |        |        |        |        |        |  |  |
|  |                     |                        | 2                   | Chen Long (CHN)        | 21                  | 18                 | 11               |                    |                  |                  |                  |                  |                 |                      |              |              | 4            | Viktor Axelsen (DEN) | 15           | 21            | 21                  |        |        |        |        |        |  |  |
|  |                     |                        |                     |                        |                     |                    |                  |                    |                  |                  |                  |                  |                 |                      |              |              |              |                      |              |               |                     |        |        |        |        |        |  |  |

## Sources
- Le site officiel du Comité international olympique
- Site officiel de Rio 2016